# تپه خاکی روستای خسبیجان
تپه خاکی روستای خسبیجان مربوط به دوران‌های تاریخی پس از اسلام است و در شهرستان شازند، بخش زالیان، روستای خسبیجان واقع شده و این اثر در تاریخ ۹ اردیبهشت ۱۳۸۲ با شمارهٔ ثبت ۸۵۸۴ به‌عنوان یکی از آثار ملی ایران به ثبت رسیده است.